# CLIPS (Keishi Tanakaのアルバム)
『CLIPS』（クリップス）は、2019年3月20日にリリースされたKeishi Tanakaの1枚目のベスト・アルバム。

## 概要
Niw! Records時代の音源を集めたベスト。

## ヘヴィー・ローテーション
FM JAGA 2019年4月度ヘヴィー・ローテーション

## ツアー
今作のリリースを記念してツアー「CLIPS RELEASE TOUR」が東名阪で開催される。
| 日程          | 都市             | 会場            |
| ------------- | ---------------- | --------------- |
| 2019年4月26日 | 東京都・鶯谷     | キネマ倶楽部    |
| 2019年4月28日 | 愛知県・名古屋市 | CLUB UPSET      |
| 2019年4月29日 | 大阪府・大阪市   | 梅田 Shangri-La |

## 収録曲

### DISC1
1. Crybaby's Girl
2ndシングル。
2. Just A Side Of Love（feat. LEARNERS）
6thシングル。
3. Another Way (Is So Nice)
3rdアルバム『What's A Trunk?』収録。
4. Floatin' Groove
3rdシングル。
5. Hello
1stアルバム『Fill』収録。
6. 秘密の森
1stシングル。
7. 9月の甘い香り
2ndアルバム『Alley』収録。
8. Wonderful Seasons
1stアルバム『Fill』収録。
9. 傘を持たない君と音楽を
2ndアルバム『Alley』収録。
10. 冬の青（feat. Ropes）
3rdアルバム『What's A Trunk?』収録。
11. あこがれ
2ndアルバム『Alley』収録。
12. 真夜中の魚
3rdアルバム『What's A Trunk?』収録。
13. I Like It
3rdアルバム『What's A Trunk?』収録。
14. It's Only My Rule
2ndアルバム『Alley』収録。
15. 透明色のクルージング（feat. fox capture plan）
5thシングル。
16. Like Her
1stアルバム『Fill』収録。
17. Hello, New Kicks
4thシングル。
18. 素敵な影の結末
2ndアルバム『Alley』収録。
19. 夜の終わり
ソングブック『夜の終わり』収録。

### DISC2
1. 冬の青 feat. Ropes（Studio Session ver.）
2. Anything You Want
ジョン・ヴァレンティのカバー。5thシングル「透明色のクルージング」収録。
3. More Today Than Yesterday
スパイラル・ステアケースのカバー。5thシングル「透明色のクルージング」収録。
4. Look For The Silver Lining
チェット・ベイカーのカバー。6thシングル「Just A Side Of Love」収録。
5. Oh Lori
アレッシー・ブラザーズのカバー。コンピレーションアルバム「PLAYTHINGS 2」収録。
6. せかいの車窓から
ザ・なつやすみバンドのカバー。コンピレーションアルバム「PLAYTHINGS 4」収録。
7. Humming
ソングブック『夜の終わり』収録。
8. Twin Songs（feat. TGMX）
2ndシングル「Crybaby's Girl」収録。
9. City Bounce（Keishi Clapin' mix for Sawagi）
Sawagiに提供したリミックス音源。
10. Hello, New Kicks (Kai Takahashi Remix)
LUCKY TAPESの高橋海によるリミックス。4thシングル「Hello, New Kicks」収録。
11. Floatin' Groove（Manceau Remix）
フランスのグループManceauによるリミックス。3rdシングル「Floatin' Groove」収録。
12. It's Only My Rule (George -Mop of Head- remix)
Mop of Headのメンバー、Georgeによるリミックス。
13. 傘を持たない君と音楽を（fox capture plan Remix）
fox capture planによるリミックス。5thシングル「透明色のクルージング」収録。
14. Crybaby's Girl（Nite Own remix）
本人によるセルフリミックス。2ndシングル「Crybaby's Girl」収録。

## リリース一覧
| 発売日        | 形態     | 品番    | レーベル     | 脚注        |
| ------------- | -------- | ------- | ------------ | ----------- |
| 2019年3月20日 | CD       | NIW-144 | Niw! Records | [ 5 ]       |
| 2019年3月20日 | 音楽配信 |         | Niw! Records | [ 6 ] [ 7 ] |